# Список Сводеша
Список Сво́деша (англ. Swadesh list) — предложенный американским лингвистом Моррисом Сводешем инструмент для оценки степени родства между различными языками по такому признаку, как схожесть наиболее устойчивого базового словаря. 
Список представляет собой стандартизированный перечень базовых лексем данного языка, приблизительно (но не точно) упорядоченный по убыванию их «базовости» или исторической устойчивости. Минимальный набор важнейшей («стержневой») лексики содержится в 100-словном списке М. Сводеша. Также используется более устаревший и менее семантически устойчивый, но более подробный 207-словный список Сводеша. Включает в себя базовые местоимения, глаголы, прилагательные, числительные, термины родства, соматизмы, фаунонимы, определения цветов. Похожую методику до Сводеша использовал Паллас при составлении своих сравнительных словарей.

## 207-словный список Сводеша для переводов с русского языка
Ниже приведён 207-словный стандартный список Сводеша с уточнённым переводом с английского, с учётом комментариев к нему и подстройкой большинства значений лексем так, как они наиболее часто воспринимаются в английском языке в своём базовом значении.
1. я
2. ты
3. он, она, оно
4. мы
5. вы (мн. число)
6. они
7. этот, эта, это (близкий предмет)
8. тот, та, то (удалённый предмет)
9. здесь, тут (близко)
10. там (далеко)
11. кто (об одушевлённых субъектах)
12. что (о неодушевлённых субъектах)
13. где
14. когда
15. как
16. не (отрицательная частица)
17. всё (на свете); также допускается «все (люди)»
18. много (большое количество)
19. несколько, немного (среднее количество)
20. мало (малое количество)
21. другой (человек), другие (люди)
22. один
23. два
24. три
25. четыре
26. пять
27. большой
28. длинный (предмет)
29. широкий
30. толстый (предмет)
31. тяжёлый
32. маленький
33. короткий
34. узкий
35. тонкий (предмет)
36. женщина
37. мужчина
38. человек
39. ребёнок
40. жена
41. муж
42. мать
43. отец
44. зверь (дикое животное)
45. рыба
46. птица
47. собака
48. вошь
49. змея
50. червь (дождевой)
51. дерево
52. лес
53. палка
54. плод (фрукт)
55. семя (растения)
56. лист (дерева)
57. корень (растения)
58. кора (дерева)
59. цветок
60. трава
61. верёвка
62. кожа
63. мясо
64. кровь
65. кость
66. жир (животный)
67. яйцо
68. рог
69. хвост
70. перо (птицы)
71. волос(ы)
72. голова
73. ухо
74. глаз
75. нос
76. рот
77. зуб
78. язык
79. ноготь
80. стопа, ступня
81. нога (от стопы до бедра)
82. колено
83. рука (кисть)
84. крыло
85. живот (от пупка до промежности)
86. кишки (внутренности)
87. шея
88. спина
89. грудь (часть туловища)
90. сердце
91. печень
92. пить
93. есть (кушать)
94. кусать (зубами); грызть
95. сосать
96. плевать
97. рвать, вырывать (при тошноте)
98. дуть (о ветре); отдельно допустимо также «дуть на свечу»
99. дышать
100. смеяться
101. видеть
102. слышать
103. знать
104. думать
105. чувствовать запах; отдельно допустимо также «нюхать ноздрями»
106. бояться
107. спать
108. жить
109. умирать
110. убивать
111. бороться, воевать (с врагом)
112. охотиться
113. ударить (однократно рукой)
114. резать
115. (раз)рубить
116. воткнуть, вонзить (нож)
117. царапать
118. копать, рыть
119. плавать («умеет плавать»)
120. летать
121. ходить, идти (шагом)
122. приходить, прийти
123. лежать (человек на земле)
124. сидеть
125. стоять
126. повернуть («идя по дороге, повернуть направо»)
127. падать
128. давать
129. держать
130. сжимать, давить
131. тереть (многократно)
132. мыть
133. вытирать
134. тянуть
135. толкать (вперёд, от себя)
136. бросать (камень)
137. привязать; связать (верёвкой)
138. шить
139. считать (числа)
140. сказать
141. петь
142. играть («дети играют»)
143. плавать («дерево плавает, не тонет»)
144. течь («река течёт»)
145. замёрзнуть («вода замёрзла»)
146. пухнуть («нога распухла»)
147. солнце
148. луна (полная)
149. звезда
150. вода
151. дождь (средней силы)
152. река
153. озеро
154. море
155. соль
156. камень
157. песок
158. пыль
159. земля (под ногами)
160. облако
161. туман
162. небо
163. ветер
164. снег
165. лёд
166. дым
167. огонь
168. зола, пепел
169. гореть
170. дорога
171. гора
172. красный
173. зелёный
174. жёлтый
175. белый
176. чёрный
177. ночь
178. день
179. год
180. тёплый
181. холодный
182. полный (стакан)
183. новый
184. старый (предмет)
185. хороший (качественный)
186. плохой (некачественный)
187. гнилой
188. грязный
189. прямой (линия, дорога)
190. круглый
191. острый (нож)
192. тупой (нож)
193. гладкий, ровный (на ощупь)
194. мокрый
195. сухой
196. правильный (верный)
197. близкий («живёт близко»)
198. далёкий («живёт далеко»)
199. правый
200. левый
201. при, у, возле
202. в
203. с, со
204. и
205. если
206. потому что
207. имя (человека)

## 100-словный список Сводеша для русского языка
1. я
2. ты
3. мы
4. этот, это
5. тот, то
6. кто
7. что
8. не
9. все
10. много
11. один
12. два
13. большой
14. долгий
15. маленький
16. женщина
17. мужчина
18. человек
19. рыба
20. птица
21. собака
22. вошь
23. дерево
24. семя
25. лист
26. корень
27. кора
28. кожа
29. мясо
30. кровь
31. кость
32. жир
33. яйцо
34. рог
35. хвост
36. перо
37. волосы
38. голова
39. ухо
40. глаз
41. нос
42. рот
43. зуб
44. язык (орган)
45. ноготь
46. нога (стопа)
47. колено
48. рука (кисть)
49. живот
50. горло
51. грудь
52. сердце
53. печень
54. пить
55. есть (кушать)
56. кусать
57. видеть
58. слышать
59. знать
60. спать
61. умирать
62. убивать
63. плавать
64. летать
65. гулять
66. приходить
67. лежать
68. сидеть
69. стоять
70. дать
71. сказать
72. солнце
73. луна
74. звезда
75. вода
76. дождь
77. камень
78. песок
79. земля
80. облако
81. дым
82. огонь
83. пепел
84. гореть
85. дорога,тропа
86. гора
87. красный
88. зелёный
89. жёлтый
90. белый
91. чёрный
92. ночь
93. тёплый
94. холодный
95. полный
96. новый
97. хороший
98. круглый
99. сухой
100. имя

## Принципы составления
- Предполагается, что в стандартный список Сводеша на любом языке следует включать только наиболее простое, очевидное, базовое, современное значение слова, например «глаз», но не «око»; «мокрый», но не «влажный», «увлажнённый»; «далёкий», но не «дальний», «удалённый»; современное русское «ребёнок», но не более архаичное «дитя». При этом следует избегать лишних синонимов и пытаться свести выбор к максимально простому, базовому значению слова. Однако на практике, во многих случаях, такие синонимы бывает сложно дифференцировать. В таких случаях, во-первых, следует максимально точно установить исходное английское значение лексемы, как оно подразумевалось в исходном варианте 200-словного списка, например cloud, скорее, означает «облако» как более общий термин, в отличие от русского слова «туча», которое означает более частный случай — «большое, тёмное облако». Во-вторых, необходимо тщательно проверять точное значение слова в целевом языке по словарю, используя личный языковой опыт.
- Во многих случаях, ввиду недостаточности языкового опыта на целевом языке или ввиду изначальной неясности и несовершенности значений исходного 200-словного английского списка Сводеша, полностью исключить явления синонимии оказывается невозможным, и синонимы так или иначе неизбежно попадают в список. В этом случае рекомендуется сопровождать запись кратким уточнением значения для будущих исследователей, например «зола» (костра), «пепел» (сигареты); «кусать» (однократно), «грызть» (долго). Таким образом, изучающие список смогут точнее разобраться в нём и добавить или исключить лишние значения, избежав двусмысленности при сравнении языков.
- При составлении списка не следует намеренно подбирать «ложных друзей переводчика» или искажать семантическое значение слова в пользу его фонологического сближения с другим языком, так как это в последующем исказит степень родства языков при их сравнении. Например, пол. «dobry»: рус. «хороший» («качественный предмет» как более простое базовое значение), но не «добрый» в значении «добрый человек» (как, вероятно, вторичное, более переносное или несколько более редкое значение). В спорных случаях рекомендуется просто указать оба синонима с соответствующими пометками для последующих уточнений.
- В особо сложных случаях допускается просто опустить лексему, значения которой неясны или неизвестны, так как простое сокращение списка на несколько пунктов не повлияет на его общую статистическую устойчивость.